# 大山口
大山口（おおやまぐち）は、千葉県白井市の町丁。現行行政地名は大山口一丁目および大山口二丁目。郵便番号270-1434。

## 地理
北は根、東は清水口、南は根、大松、西は富塚に隣接している。

### 地価
住宅地の地価は、2017年（平成29年）1月1日の公示地価によれば、大山口1-3-6の地点で8万8000円/m2となっている。

## 世帯数と人口
2017年（平成29年）10月31日現在の世帯数と人口は以下の通りである。
| 丁目         | 世帯数    | 人口    |
| ------------ | --------- | ------- |
| 大山口一丁目 | 413世帯   | 1,015人 |
| 大山口二丁目 | 1,029世帯 | 2,437人 |
| 計           | 1,442世帯 | 3,452人 |

## 小・中学校の学区
市立小・中学校に通う場合、学区は以下の通りとなる
| 地域         | 小学校               | 中学校               |
| ------------ | -------------------- | -------------------- |
| 大山口一丁目 | 白井市立大山口小学校 | 白井市立大山口中学校 |
| 大山口二丁目 | 白井市立大山口小学校 | 白井市立大山口中学校 |

## 施設

### 一丁目
- 一丁目集会所
- 大山児童公園
- 中木戸公園

### 二丁目
- 白井市立大山口小学校
- 白井市立大山口中学校
- 英幼稚園
- 大山口児童公園

## 交通

### 鉄道
地内に鉄道は通っていない。近隣の根に北総鉄道北総線の西白井駅が置かれており、利用できる。

### バス
- 白井市循環バス[6]
  - 西ルート（白井市役所・鎌ケ谷総合病院ルート）[7][8]
    - （白井駅北口、西白井駅） - 中木戸公園前 - 大山口中学校 - （新鎌ケ谷駅）

  - 南ルート（冨士・新鎌ヶ谷駅ルート）[7][8]
    - （白井駅北口） - 中木戸公園前 - 大山口中学校 - （新鎌ケ谷駅）

### 道路
- 国道
  - 国道464号